# Patrick Herrmann
Patrick Herrmann (Saarbrücken, 12 de fevereiro de 1991) é um ex-futebolista alemão que atuava como meia. 

## Carreira
Integra as fileiras do Mönchengladbach desde as categorias de base.

## Seleção Nacional
Estreou pela Seleção Alemã principal em 10 de junho de 2015 em partida amistosa contra os Estados Unidos.